# Großsteingrab Slagslunde 3
Das Großsteingrab Slagslunde 3 war eine megalithische Grabanlage der jungsteinzeitlichen Nordgruppe der Trichterbecherkultur im Kirchspiel Slagslunde in der dänischen Kommune Egedal. Es wurde im 19. oder frühen 20. Jahrhundert zerstört.

## Lage
Das Grab lag nordöstlich von Slagslunde und nordwestlich des Hofs Nystedgård auf einem Feld. In der näheren Umgebung gibt bzw. gab es zahlreiche weitere megalithische Grabanlagen.

## Forschungsgeschichte
Im Jahr 1875 führten Mitarbeiter des Dänischen Nationalmuseums eine Dokumentation der Fundstelle durch. Bei einer weiteren Dokumentation im Jahr 1942 waren keine baulichen Überreste mehr auszumachen.

## Beschreibung
Die Anlage besaß eine nordost-südwestlich orientierte rechteckige Hügelschüttung mit einer Länge von mindestens 11 m, einer Breite von 10,5 m und einer Höhe von 1,3 m. 1875 wurde festgestellt, dass die Umfassungssteine von ihren Standorten entfernt und auf den Hügel gewälzt worden waren.
Eine Grabkammer war nicht mehr zu erkennen. Am Nordostende des Hügels wurden allerdings noch mehrere rote Sandsteinplatten festgestellt, die vermutlich zum Trockenmauerwerk zwischen den Wandsteinen der Kammer gehört hatten.